# Mike Richards

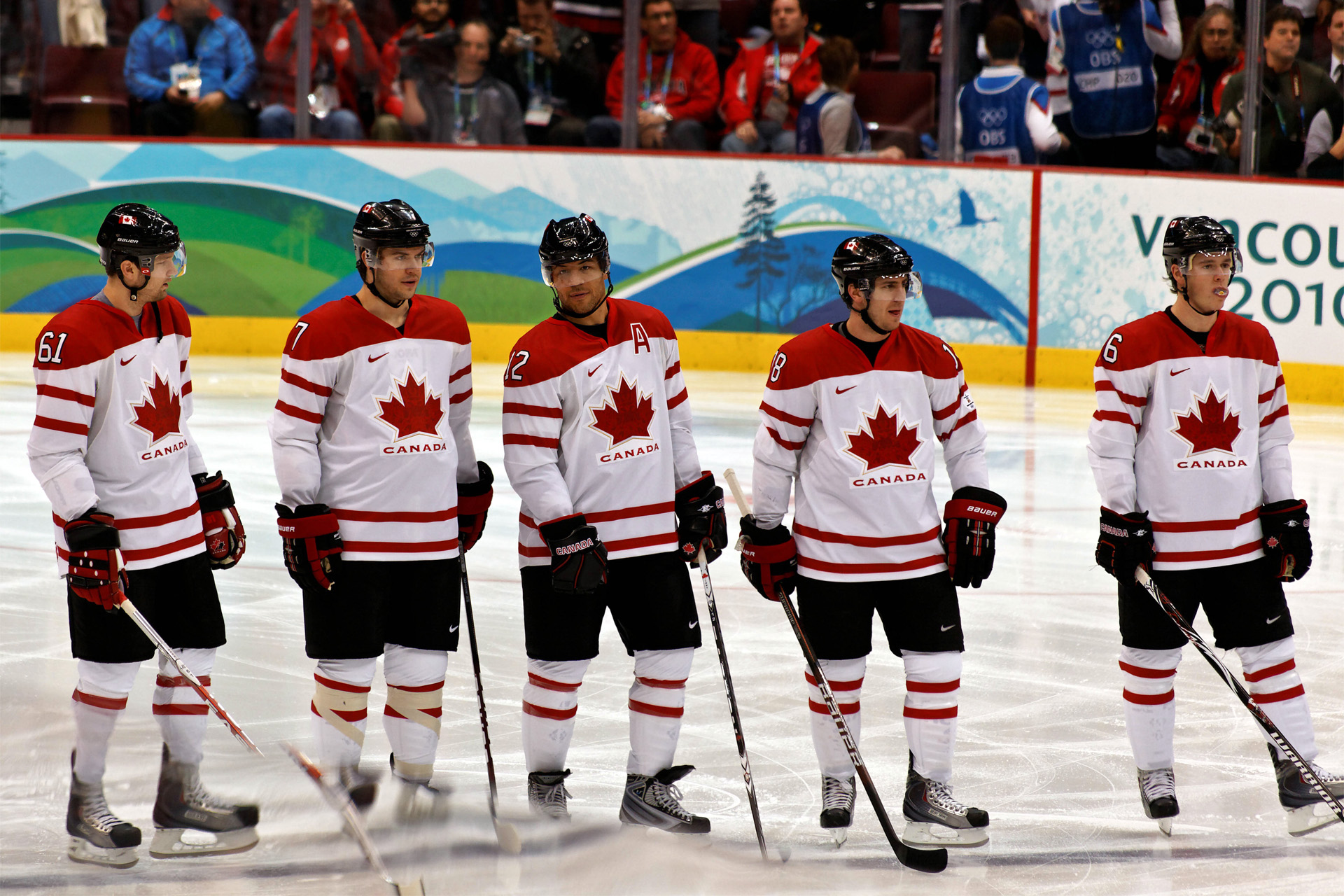
Mike Richards, tvåa från höger, under OS 2010.

Michael "Mike" Richards, född 11 februari 1985 i Kenora, Ontario, är en kanadensisk före detta professionell ishockeyspelare.
Han spelade på NHL-nivå för Washington Capitals, Los Angeles Kings och Philadelphia Flyers och på lägre nivåer för Manchester Monarchs och Philadelphia Phantoms i AHL och Kitchener Rangers i OHL.
Richards vann Stanley Cup två gånger, båda med Kings, 2012 och 2014.

## Klubblagskarriär

### NHL

#### Philadelphia Flyers
Richards draftades i första rundan i 2003 års draft av Philadelphia Flyers som 24:e spelare totalt.
Han skrev på ett treårigt entry level-kontrakt med Flyers den 27 juni 2005.
Den 13 december 2007 skrev han på en 12-årig kontraktsförlängning med Flyers till ett värde av 69 miljoner dollar.
Richards var lagkapten för Flyers i tre säsonger mellan 2008 och 2011.

#### Los Angeles Kings
Den 23 juni 2011 tradades han till Los Angeles Kings i utbyte mot Wayne Simmonds, Brayden Schenn och ett draftval i andra rundan 2012 (som Flyers senare bytte bort till Dallas Stars, som i sin tur valde Devin Shore).
Richards vann två Stanley Cup med Kings, 2012 och 2014.
Den 26 januari 2015 placerades han på waivers av Kings efter att ha underpresterat i NHL, men passerade utan att bli upplockad av någon annan NHL-klubb och placerades i Kings farmarlag Manchester Monarchs där han spelade i drygt två månader innan han kallades upp till moderklubben igen.
Richards stoppades vid gränsen mellan USA och Kanada den 17 juni 2015 och ertappades med en flaska tabletter av det smärtstillande läkemedlet Oxikodon. Kings terminerade därför hans kontrakt den 29 juni 2015 och han dömdes för innehavet den 27 augusti 2015. Richards överklagade kontraktsbrottet med hjälp av NHLPA och parterna nådde en förlikning den 9 oktober 2015.

#### Washington Capitals
Den 6 januari 2016 skrev han som free agent på ett ettårskontrakt värt 1 miljon dollar med Washington Capitals. Han spelade endast 39 matcher med fem poäng som facit för klubben.

## Landslagskarriär
2010 vann Richards OS-guld med Kanada i Vancouver.

## Spelstil
Mike Richards var en defensivt skicklig center som också kunde bidra offensivt. Han var ett offensivt hot i box play och har NHL-rekordet för flest gjorda mål i spel 3 mot 5 med sina tre mål. Säsongen 2008–2009 var han en av finalisterna till Frank J. Selke Trophy som ligans bästa defensiva forward. Richards hade flest förstahandsröster men förlorade till Pavel Datsiuk med siffrorna 942 mot 945. Richards spelade också fysiskt för sin storlek och gillade att dela ut tacklingar.

## Statistik

### Klubbkarriär
| 2000–2001  | Kenora Stars          | MMHL       | 85  | 76  | 73  | 149 | 20  | —   | —  | —  | —  | —  |
| 2001–2002  | Kitchener Rangers     | OHL        | 65  | 20  | 38  | 58  | 52  | 4   | 0  | 1  | 1  | 6  |
| 2002–2003  | Kitchener Rangers     | OHL        | 67  | 37  | 50  | 87  | 99  | 21  | 9  | 18 | 27 | 24 |
| 2003–2004  | Kitchener Rangers     | OHL        | 58  | 36  | 53  | 89  | 82  | 1   | 0  | 0  | 0  | 0  |
| 2004–2005  | Kitchener Rangers     | OHL        | 43  | 22  | 36  | 58  | 75  | 15  | 11 | 17 | 28 | 36 |
|            | Philadelphia Phantoms | AHL        | —   | —   | —   | —   | —   | 14  | 7  | 8  | 15 | 28 |
| 2005–2006  | Philadelphia Flyers   | NHL        | 79  | 11  | 23  | 34  | 65  | 6   | 0  | 1  | 1  | 0  |
| 2006–2007  | Philadelphia Flyers   | NHL        | 59  | 10  | 22  | 32  | 52  | —   | —  | —  | —  | —  |
| 2007–2008  | Philadelphia Flyers   | NHL        | 73  | 28  | 47  | 75  | 76  | 17  | 7  | 7  | 14 | 10 |
| 2008–2009  | Philadelphia Flyers   | NHL        | 79  | 30  | 50  | 80  | 63  | 6   | 1  | 4  | 5  | 6  |
| 2009–2010  | Philadelphia Flyers   | NHL        | 82  | 31  | 31  | 62  | 79  | 23  | 7  | 16 | 23 | 18 |
| 2010–2011  | Philadelphia Flyers   | NHL        | 81  | 23  | 43  | 66  | 62  | 11  | 1  | 6  | 7  | 15 |
| 2011–2012  | Los Angeles Kings     | NHL        | 74  | 18  | 26  | 44  | 71  | 20  | 4  | 11 | 15 | 17 |
| 2012–2013  | Los Angeles Kings     | NHL        | 48  | 12  | 20  | 32  | 42  | 15  | 3  | 9  | 12 | 8  |
| 2013–2014  | Los Angeles Kings     | NHL        | 82  | 11  | 30  | 41  | 28  | 26  | 3  | 7  | 10 | 17 |
| 2014–2015  | Los Angeles Kings     | NHL        | 53  | 5   | 11  | 16  | 39  | —   | —  | —  | —  | —  |
|            | Manchester Monarchs   | AHL        | 16  | 3   | 11  | 14  | 4   | —   | —  | —  | —  | —  |
| 2015–2016  | Washington Capitals   | NHL        | 39  | 2   | 3   | 5   | 8   | 12  | 0  | 0  | 0  | 4  |
| NHL totalt | NHL totalt            | NHL totalt | 749 | 181 | 306 | 487 | 585 | 136 | 26 | 61 | 87 | 95 |
| AHL totalt | AHL totalt            | AHL totalt | 16  | 3   | 11  | 14  | 4   | 14  | 7  | 8  | 15 | 28 |
| OHL totalt | OHL totalt            | OHL totalt | 233 | 115 | 183 | 292 | 308 | 41  | 20 | 36 | 56 | 66 |

### Internationellt
| År            | Lag           | Turnering     |    | Matcher | Mål | Assist | Poäng | Utv |
| ------------- | ------------- | ------------- | -- | ------- | --- | ------ | ----- | --- |
| 2004          | Kanada        | JVM           | 6  | 2       | 3   | 5      | 2     |     |
| 2005          | Kanada        | JVM           | 6  | 1       | 4   | 5      | 2     |     |
| 2006          | Kanada        | VM            | 9  | 3       | 2   | 5      | 10    |     |
| 2010          | Kanada        | OS            | 7  | 2       | 3   | 5      | 0     |     |
| Junior totalt | Junior totalt | Junior totalt | 12 | 3       | 7   | 10     | 4     |     |
| Senior totalt | Senior totalt | Senior totalt | 16 | 5       | 5   | 10     | 10    |     |